# Операция «Финал»
Операция «Финал» — американский исторический драматический фильм 2018 года, снятый Крисом Вайцем по сценарию Мэтью Ортона. В главных ролях снялись — Оскар Айзек (по совместительству продюсер фильма), Бен Кингсли, Лиор Раз, Мелани Лоран, Ник Кролл и Хейли Лу Ричардсон.
В фильме рассказывается об операции Моссада по захвату бывшего офицера СС Адольфа Эйхмана в 1960 году. В основу сюжета фильма легли мемуары израильского офицера Питера Малкина «Эйхман в моих руках».
Съёмки начались в Аргентине в октябре 2017 года. Впервые фильм был продемонстрирован в США 29 августа 2018 года кинокомпанией Metro-Goldwyn-Mayer через их совместное предприятие с Annapurna Pictures (теперь называется United Artists Releasing) и получил смешанные отзывы критиков.

## Сюжет
После окончания Второй мировой войны исчезает Адольф Эйхман, известный как «архитектор Холокоста». Другие лидеры нацистской Германии сводят счёты с жизнью, чтобы избежать суда за военные преступления. В 1954 году агент «Моссада» Питер Малкин во время охоты на нацистского военного преступника в Австрии по ошибке убивает не того человека, испортив свою репутацию.
В 1960 году в Буэнос-Айресе (Аргентина) Сильвия Герман начинает встречаться с сыном Адольфа Эйхмана Клаусом. За ужином с её отцом, немецким евреем Лотаром, Клаус презрительно отзывается о евреях и утверждает, что его отец погиб на войне. Лотар начинает подозревать Клауса и сообщает его имя в «Моссад» в Тель-Авиве (Израиль). Полевой агент Цви Ахарони отправляется в Буэнос-Айрес, чтобы начать разведку. Клаус приглашает Сильвию на встречу, посвященную возрождению нацизма под руководством Карлоса Фульднера, на которой присутствует и Эйхман. Сильвия внезапно уходит после того, как гости начинают скандировать «Зиг хайль».
Работая в сотрудничестве с «Моссадом», Сильвия приходит в дом семьи Эйхмана под предлогом примирения с Клаусом. В ссору между ней и Клаусом вмешивается Эйхман (живущий под именем Рикардо Клемент и выдающий себя за дядю Клауса), Клаус случайно называет его своим отцом. Агент «Моссада» фотографирует Эйхмана. Эйхман замечает оперативника и зарисовывает его портрет.
Команда «Моссада» использует свидетельства этой встречи для подтверждения личности Эйхмана и разработки плана его захвата: они собираются переодеться в форму экипажа самолёта крупнейшей израильской авиакомпании «Эль Аль» и перелететь на нём, усыпив Эйхмана. К работе в команде привлекаются Питер и его бывшая подруга Ханна, врач, роль которой заключается в том, чтобы давать Эйхману транквилизаторы во время путешествия. Команда координирует свои действия и берёт Эйхмана в плен на улице рядом с его домом. Пока его семья и друзья пытаются понять, не связано ли его исчезновение с тем, что кто-то узнал его истинную личность, Эйхман признаётся похитителям, кем он является. Тем временем агенты узнают, что их рейс в Израиль задерживается на десять дней. Более того, авиакомпания не соглашается перевозить Эйхмана, если он не подпишет аффидевит о том, что выезжает в Израиль добровольно; Эйхман отказывается подписывать его, поскольку не верит, что его ждет справедливый суд. Дознавателю группы не удается наладить контакт с Эйхманом, и среди членов группы нарастает напряжение: некоторые хотят убить Эйхмана прямо на конспиративной квартире. В конце концов Питер получает подпись, поделившись личной историей о гибели своей сестры Фрумы и трёх её маленьких детей во время Холокоста и выслушав рассказ Эйхмана о том, что он якобы не знал об убийствах евреев, утверждая, что его работа была направлена исключительно на организацию перевозки людей, и он просто «выполнял приказы».
Пока вылет самолёта задерживается, Клаус и полиция всё активнее расследуют исчезновение Эйхмана, распространяя на публике фоторобот оперативника. Местную сотрудницу «Моссада», попавшуюся на использовании долларов США вместо аргентинских песо, задерживают и пытают до тех пор, пока она не раскрывает местонахождение конспиративной квартиры. Пока команда «Моссада» готовится к отъезду, Эйхман сбрасывает с себя маску вежливости и рассказывает Питеру историю о том, как он наблюдал за убийством во рву 5 000 евреев, совершенным айнзацгруппой, и издевательски интересуется, не является ли одна из них (женщина, которая умоляла Эйхмана спасти её младенца) сестрой Питера.
Нацисты и полиция прибывают на конспиративную квартиру, команда «Моссада» вынуждена кардинально изменить план побега, в результате чего двух оперативников приходится оставить в Аргентине. Полиция конфискует разрешение на промежуточную посадку самолёта «Эль Аль» для дозаправки. Питер лично передаёт копию разрешения авиадиспетчерам и, видя приближающуюся полицию, приказывает экипажу самолёта взлетать без него.
В Израиле все оперативники воссоединяются на суде над Эйхманом, который транслируется по телевидению на весь мир. В эпилоге сообщается, что Эйхман был признан виновным в организации перевозки миллионов людей в лагеря смерти и был повешен 1 июня 1962 года. Показания на суде выживших участников нацистской машины смерти стали первым случаем, когда мир услышал свидетелей Холокоста. Питер сделал успешную карьеру и прожил долгую жизнь, скончавшись в 2005 году.

## Производство
16 ноября 2015 года было объявлено, что Metro-Goldwyn-Mayer купила у Мэтью Ортона безымянный сценарий о группе, которая нашла и захватила Адольфа Эйхмана. Брайан Кавано-Джонс был сопродюсером фильма через свою продюсерскую компанию Automatik. 24 февраля 2016 года сообщалось, что Крис Вайц ведёт переговоры о постановке фильма.
В марте 2017 года Оскар Айзек стал сопродюсером фильма и должен был сыграть роль Питера Малкина. Крис Вайц был выбран режиссёром. В июне Бен Кингсли получил роль Адольфа Эйхмана. В августе к фильму присоединился Лиор Раз, а в сентябре на роли были приглашены Мелани Лоран, Ник Кролл, Джо Алвин, Майкл Аронов и Хейли Лу Ричардсон, съёмки которого начались в Аргентине 1 октября. Актёрский состав был сформирован к 12 октября, съёмки уже шли в Аргентине. Питер Штраус также присоединился к актёрскому составу 30 ноября.

## В ролях
- Оскар Айзек — Питер Малкин
- Бен Кингсли — Адольф Эйхман
- Мелани Лоран — Ханна Элиан (прототип — Йона Элиан[англ.])
- Лиор Раз — Иссер Харель
- Ник Кролл— Рафи Эйтан
- Майкл Аронов[англ.] — Цви Ахарони[англ.]
- Хейли Лу Ричардсон — Сильвия Герман
- Джо Алвин — Клаус Эйхман
- Майкл Бенджамин Эрнандес — Дэни Шалом
- Грег Хилл — Моше Табор
- Охад Кноллер[англ.] — Эфраим Илиан
- Торбен Либрехт[англ.] — Яаков Гат
- Саймон Расселл Бил — Давид Бен-Гурион
- Пепе Рапасоте — Карлос Фульднер
- Грета Скакки — Вера Эйхман
- Питер Штраусс[англ.] — Лотар Герман
- Аллан Кордюнер — Гидеон Хауснер[англ.]